# Cratere Yvette
Yvette  è un cratere sulla superficie di Venere.